# Austrobaileyaceae
Austrobaileyaceae là một danh pháp khoa học để chỉ một họ thực vật có hoa. Họ này được phần lớn các nhà phân loại học công nhận.
Hệ thống APG II năm 2003 (không thay đổi từ hệ thống APG năm 1998) cũng công nhận họ này và dặt nó trong bộ Austrobaileyales. Bộ này được chấp nhận như là một trong số các dòng dõi cơ bản nhất của nhánh thực vật hạt kín (angiosperms). Họ này chỉ có một chi duy nhất là chi Austrobaileya, với tổng cộng hai loài dây leo thường xanh (A. maculata và A. scandens) sống lâu năm tại khu vực đông bắc Australia. Hiện nay (năm 2021) vẫn chưa có tên gọi tương ứng trong tiếng Việt cho họ Austrobaileyaceae cũng như chi Austrobaileya và hai loài này.

## Các hệ thống khác
Hệ thống Cronquist năm 1981, đặt họ này trong bộ Mộc lan (Magnoliales) thuộc phân lớp Magnoliidae của lớp Magnoliopsida [= thực vật hai lá mầm] trong ngành Magnoliophyta [= thực vật hạt kín].
Hệ thống Thorne (1992) đặt họ này trong bộ Magnoliales thuộc siêu bộ Magnolianae, của phân lớp Magnoliideae [= thực vật hai lá mầm] trong lớp Magnoliopsida [= thực vật hạt kín].
Hệ thống Dahlgren đặt họ này trong bộ Na (Annonales) thuộc siêu bộ Magnolianae, của phân lớp Magnoliideae [=thực vật hai lá mầm] trong lớp Magnoliopsida [=thực vật hạt kín].
Hệ thống Engler trong phiên bản cập nhật năm 1964, đã đặt nó trong bộ Mộc lan (Magnoliales) thuộc phân lớp Archychlamydeae của lớp Dicotyledoneae trong phân ngành Angiospermae.

## Phát sinh chủng loài
Phát sinh chủng loài của họ Austrobaileyaceae trong phạm vi bộ Austrobaileyales là:

| Schisandraceae s. l. | \| \| Illiciaceae (Illicium) \| \| \| \| \| \| Schisandraceae s. s. \| \| \| \| |
|                      | \| \| Illiciaceae (Illicium) \| \| \| \| \| \| Schisandraceae s. s. \| \| \| \| |
|                      | Illiciaceae (Illicium)                                                          |
|                      |                                                                                 |
|                      | Schisandraceae s. s.                                                            |
|                      |                                                                                 |

|  | Illiciaceae (Illicium) |
|  |                        |
|  | Schisandraceae s. s.   |
|  |                        |

| Schisandraceae s. l. | \| \| Illiciaceae (Illicium) \| \| \| \| \| \| Schisandraceae s. s. \| \| \| \| |
|                      | \| \| Illiciaceae (Illicium) \| \| \| \| \| \| Schisandraceae s. s. \| \| \| \| |
|                      | Illiciaceae (Illicium)                                                          |
|                      |                                                                                 |
|                      | Schisandraceae s. s.                                                            |
|                      |                                                                                 |

|  | Illiciaceae (Illicium) |
|  |                        |
|  | Schisandraceae s. s.   |
|  |                        |

| Schisandraceae s. l. | \| \| Illiciaceae (Illicium) \| \| \| \| \| \| Schisandraceae s. s. \| \| \| \| |
|                      | \| \| Illiciaceae (Illicium) \| \| \| \| \| \| Schisandraceae s. s. \| \| \| \| |
|                      | Illiciaceae (Illicium)                                                          |
|                      |                                                                                 |
|                      | Schisandraceae s. s.                                                            |
|                      |                                                                                 |

|  | Illiciaceae (Illicium) |
|  |                        |
|  | Schisandraceae s. s.   |
|  |                        |

| Schisandraceae s. l. | \| \| Illiciaceae (Illicium) \| \| \| \| \| \| Schisandraceae s. s. \| \| \| \| |
|                      | \| \| Illiciaceae (Illicium) \| \| \| \| \| \| Schisandraceae s. s. \| \| \| \| |
|                      | Illiciaceae (Illicium)                                                          |
|                      |                                                                                 |
|                      | Schisandraceae s. s.                                                            |
|                      |                                                                                 |

|  | Illiciaceae (Illicium) |
|  |                        |
|  | Schisandraceae s. s.   |
|  |                        |